# 4 metros
4 metros es una película de Argentina filmada en colores dirigida por Federico Palazzo sobre el guion de Gustavo Daniel Cabaña , Diego Fried y Juan Rodríguez que se estrenó el 21 de noviembre de 2019 y que tuvo como actores principales a Victorio D'Alessandro, Paula Morales y Maite Lanata.

## Sinopsis
Un hombre entrando en la crisis de los 40 con una novia 20 años menor que quiere formar un hogar, tiene un zumbido en los oídos y sabe poco de sí mismo. Siente la presión social y familiar sobre la paternidad, la vocación, su identidad, el trabajo, la felicidad que lo desconciertan, y es entonces cuando aparece otra mujer en su vida.

## Reparto
Intervinieron en la película los siguientes intérpretes:
- Victorio D'Alessandro	...	Joaco
- Paula Morales	...	María
- Maite Lanata	...	Gabi
- Martin Covini	...	Francisco
- Patricia Echegoyen	...	Patricia
- Facundo Espinosa	...	Matías
- Osvaldo Laport	...	Carlos
- Jazmín Laport	...	Belén
- Gabriela Sari	...	Silvia
- Alejo Ortiz	...	Esteban
- Mario Pasik	...	Roberto
- Daniel Viterman Ludueña	...	Mozo Pancho
- Isis Gilardoni Fiegler	...	Bebé de Matías y Silvia
- Polo D'Alessandro
- Zoilo Garcés	...	Encargado
- Malena González	...	Novia
- Juan Bautista Herrera

## Críticas
Gastón Dufour en el sitio cinergiaonline.com opinó:

”Con una base estilística que tiene muchas dosis de “costumbrismo”, la película no pierde por ello su firmeza y efectividad en el trabajo  de la idea narrativa……es una buena comedia comántica con excelente trabajo de guion y dirección, apoyados en la estructura de personajes y elenco”.

Adrián C. Martínez en La Nación escribió:

"una entretenida comedia romántica en la que sus protagonistas (Victorio D' Alessandro, Paula Morales y Maite Lanata) aportan entusiasmo para que el film no decaiga."